# Пехлеви, Фарах
Фара́х Пехлеви́ (перс. فرح پهلوی‎, азерб. Fərəh Pəhləvi; род. 14 октября 1938, Тегеран, Иран) — вдовствующая императрица Ирана, супруга шаха Мохаммеда Реза Пехлеви. Из трёх жён шаха она единственная была коронована в качестве императрицы (шахбану). Она была первой императрицей, коронованной в Иране со времен арабского вторжения в VII веке. Две сасанидские императрицы, Борандохт и Азармедохт (около 630 года), были последними, кто носил этот титул до неё.

## Биография
Азербайджанка по происхождению, Фарах Диба (такова её девичья фамилия) родилась в семье офицера — выпускника военной школы Сен-Сир. Её дед по отцовской линии в конце XIX века был послом Ирана при дворе Романовых. Фарах была из богатой семьи, однако ранняя смерть её отца заставила семью оставить собственную виллу в Тегеране и переехать в дом к родственникам. Образование получила в Тегеране и Париже. В школьные годы увлекалась спортом и была капитаном команды по баскетболу. Известна была тем, что часто надевала мини-юбки и майки. Однако после окончания лицея она занялась архитектурой и училась в Ecole Speciale d'Architecture, в Париже. Там же в 1959 году на приёме в иранском посольстве она была представлена шаху как одна из иранских студенток, обучавшихся во Франции. Шах сделал ей предложение практически сразу же после встречи. Их свадьба состоялась 21 декабря 1959 года. Наследник престола, Реза Пехлеви, родился 31 октября 1960 года.
Всего у Фарах и Мохаммеда четверо детей:
- Реза Пехлеви (родился 30 октября 1960)
- Фарахназ Пехлеви (родилась 12 марта 1963)
- Али Реза Пехлеви (родился 28 апреля 1966). Покончил с собой 4 января 2011 года выстрелом из ружья в своем доме в Бостоне.
- Лейла Пехлеви (родилась 27 марта 1970). 10 июня 2001 года Лейла Пехлеви была найдена мёртвой в номере отеля в Лондоне. Причины смерти точно установлены не были, однако предполагается передозировка наркотических веществ. Принцесса страдала сильной депрессией в последние годы жизни, поэтому снимала номера в отелях, чтобы «расслабиться». В крови Лейлы Пехлеви были найдены остатки кокаина и героина.

Своё свободное время императрица Фарах посвящала искусству.
Фарах — высокообразованная женщина, помимо азербайджанского свободно владеет персидским, английским и французским языками. Всегда модно и элегантно одевалась. Многие сравнивали её с Жаклин Кеннеди. Благодаря её активности в Иране открылось немало музеев. Фарах скупала полотна таких сложных для понимания художников как Марк Ротко и Джексон Поллок. Помимо того, она вернула в страну и когда-то вывезенные творения национальных художников.
Став более влиятельной в глазах супруга, Фарах обратила взгляд Мохаммеда на положение женщин в своей стране. Вскоре женщины стали носить европейские наряды, перестали прикрывать лица и руки. Однажды супруг прекрасной Фарах, ставшей законодательницей мод в Иране, дал добро на выпуск иранской версии журнала «Playboy».
В 1972 году императрица Фарах посетила СССР, где была приглашена в Азербайджан. В Баку ей был организован пышный приём. На концерте, посвящённом приезду императрицы Фарах, выступили ведущие артисты Азербайджана — Зейнаб Ханларова, Муслим Магомаев, Шовкет Алекперова, Рашид Бейбутов, Фидан Касимова и многие другие.
После исламской революции 1979 года правитель и его семья нашли убежище в Египте, затем по приглашению короля Хасана II ненадолго переехала в Марокко. Овдовев, Фарах Пехлеви по приглашению американского правительства обосновалась в США. В 2003 году написанная ею книга воспоминаний «Моя жизнь с шахом» стала международным бестселлером.

## Вклад в искусство и культуру
Ещё в начале своего правления императрица принимала активное участие в развитии культуры и искусства в Иране. Благодаря её покровительству было создано множество организаций, способствующих дальнейшему развитию исторического и современного иранского искусства как в Иране, так и в западном мире. Будучи императрицей, шахбану добилась от мужа выделения значительных средств для скупки иранских древностей, ранее вывезенных антикварами за границу. При её содействии Тегеранский музей современного искусства превратился в крупнейшее собрание Азии.
Вместе с тем, недовольство консерваторов и религиозных радикалов вызывали её приверженность к роскоши и «гламурный» стиль жизни.

## Иранская революция
В Иране в начале 1978 года недовольство императорским правительством становится все более выраженным. Политически шахбану придерживалась либерально-реформаторских позиций, группировала вокруг себя круг либеральных интеллектуалов — видный представитель которых профессор Нахаванди был начальником её канцелярии. Однако время для такого рода политики к концу 1970-х было уже упущено.
Недовольство в стране продолжало расти, что позднее привело к массовым выступлениям против монархии. К концу 1978 года политическая ситуация резко ухудшилась. Беспорядки и волнения становились все более частыми и достигли своей кульминации в январе 1979 года. Правительство ввело военное положение в большинстве крупных иранских городов. Страну охватила революция. Шахбану Фарах стремилась урегулировать конфликты по возможности без применения силы — в частности, она заблокировала назначение главой правительства известного своей жёсткостью генерала Овейси — но эти попытки оставались безрезультатными.
В начале 1979 года шах Мохаммед Реза и шахбану Фарах решили покинуть страну (безосновательно рассчитывая, что это поможет умиротворить страсти). Они вылетели из Тегерана на самолёте 16 января 1979 года.

## Жизнь в изгнании
После смерти шаха изгнанная императрица оставалась в Египте на протяжении почти двух лет. Через несколько месяцев после убийства президента Садата в октябре 1981 года императрица и её семья покинули Египет. Президент Рональд Рейган сообщил императрице, что её готовы принять в США.
Сначала Фарах поселилась в Уильямстауне (Массачусетс), но позже купила дом в Гринвиче, штат Коннектикут. После смерти своей дочери принцессы Лейлы в 2001 году она приобрела небольшой дом в Потомаке, штат Мэриленд, недалеко от Вашингтона, округ Колумбия, чтобы быть ближе к сыну и внукам.

### Внуки
В настоящее время императрица — бабушка трёх внучек от своего сына Резы и его жены Ясмин Пехлеви:
- Нур (3 апреля 1992 года)
- Иман (12 сентября 1993 года)
- Фарах (17 января 2004 года)

У императрицы также есть внучка от покойного сына Али Резы Пехлеви:
- Ириана Лейла (26 июля 2011 года)

## Награды
- Иран — Орден Солнца 1 класса (1967)
- Иран — Орден Плеяд 1 класса
- Швеция — Орден Серафимов (1960)
- Дания — Дама ордена Слона (1963)
- Нидерланды — Большой крест ордена Нидерландского льва (1963)
- Франция — Большой крест ордена Почётного легиона (1963)
- Эфиопия — Большой крест ордена Царицы Савской (1964)
- Бельгия — Большой крест ордена Леопольда I (1964)
- Норвегия — Большой крест ордена святого Олафа (1965)
- Тунис — Большая лента ордена Независимости (1965)
- Бразилия — Цепь ордена Южного Креста (1965)
- Аргентина — Большой крест ордена Освободителя Сан-Мартина (1965)
- Югославия — Орден Югославской звезды 1 класса (1966)
- Австрия — Золотой Почётный знак «За заслуги перед Австрийской Республикой» (1966)
- ФРГ — Большой крест ордена «За заслуги перед Федеративной Республикой Германии» специального класса (1967)
- Малайзия — Гранд-командор ордена Короны Малайзии (1968)
- Япония — Большая лента ордена Драгоценной короны (1968)
- Таиланд — Дама ордена Чакри (1968)
- Италия — Большой крест декорированный Большой лентой ордена «За заслуги перед Итальянской Республикой» (1974)
- Чехословакия — Орден Белого Льва 1-й степени (1977)
- Испания — Большой крест ордена Изабеллы Католички (1975)

## Галерея

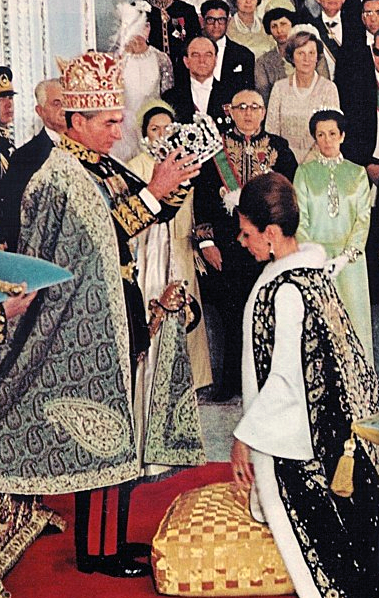
Шах коронует императрицу на церемонии коронации в 1967 г.
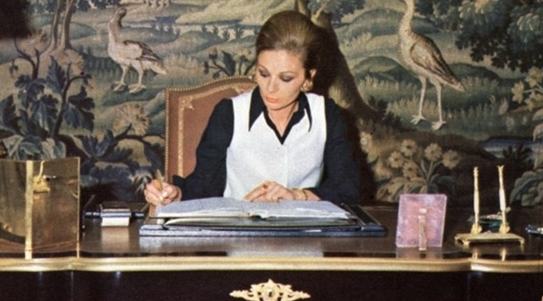
За работой в кабинете. Тегеран, 70-е гг.
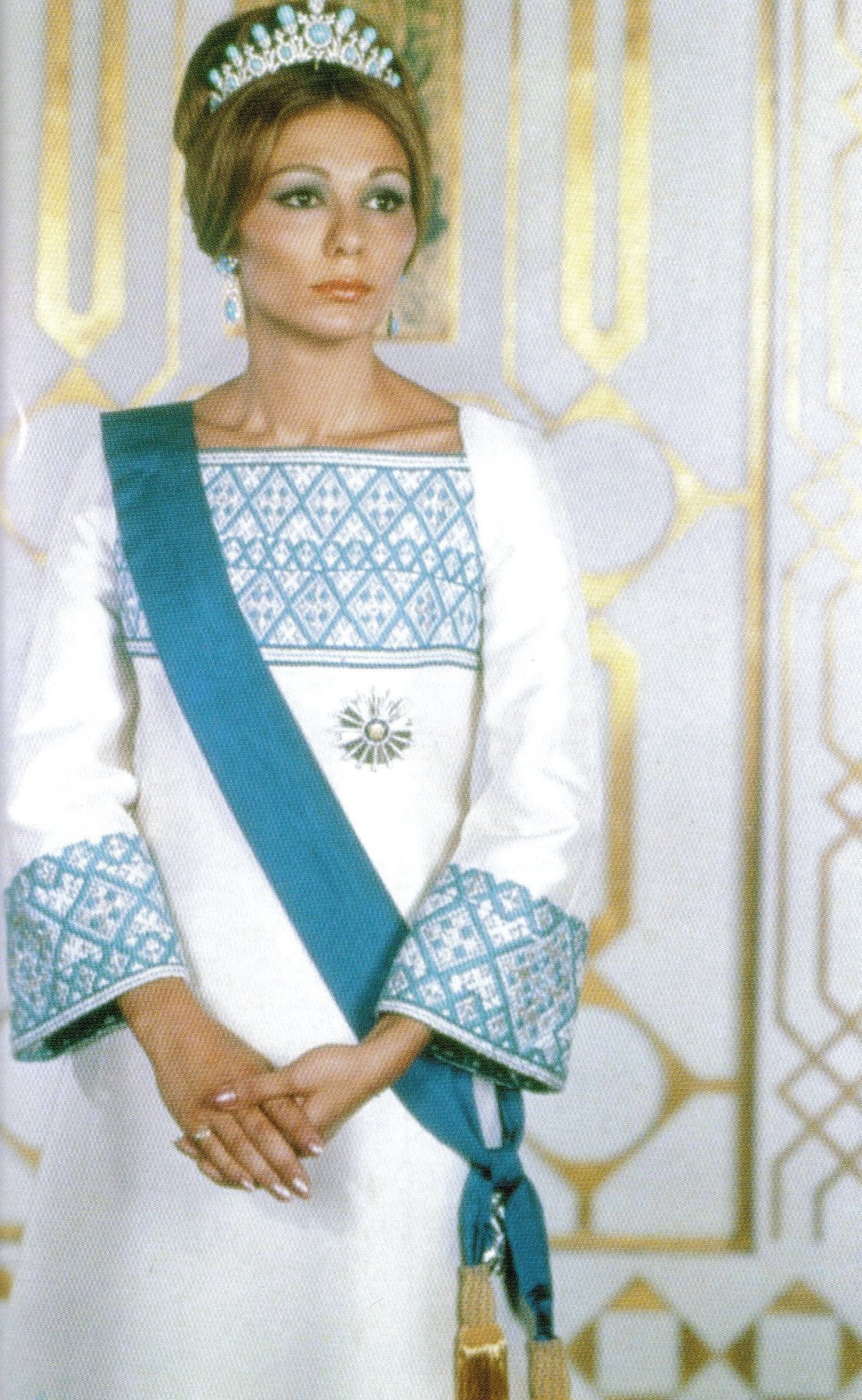
1972 г.
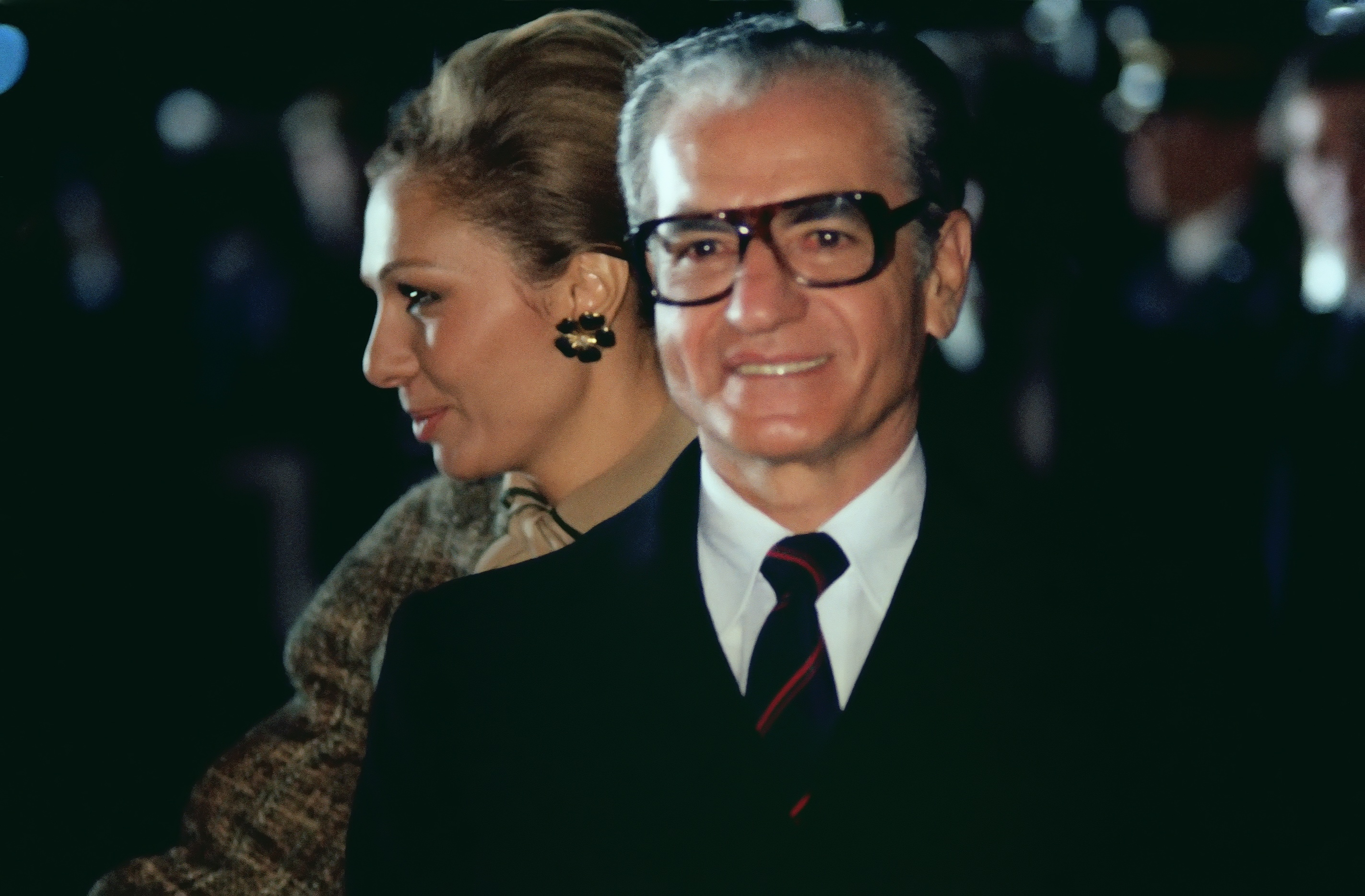
Визит в США, 1977 г.
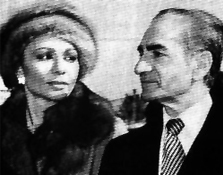
Перед отъездом из Ирана в 1979 г.
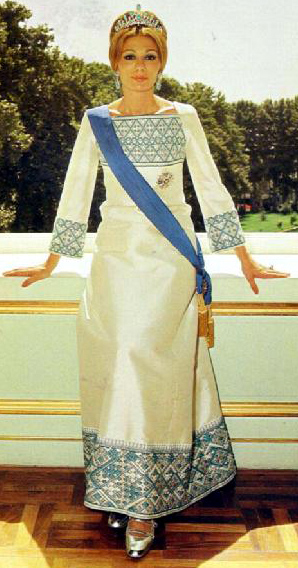
Фарах Пехлеви с лентой и орденом Солнца
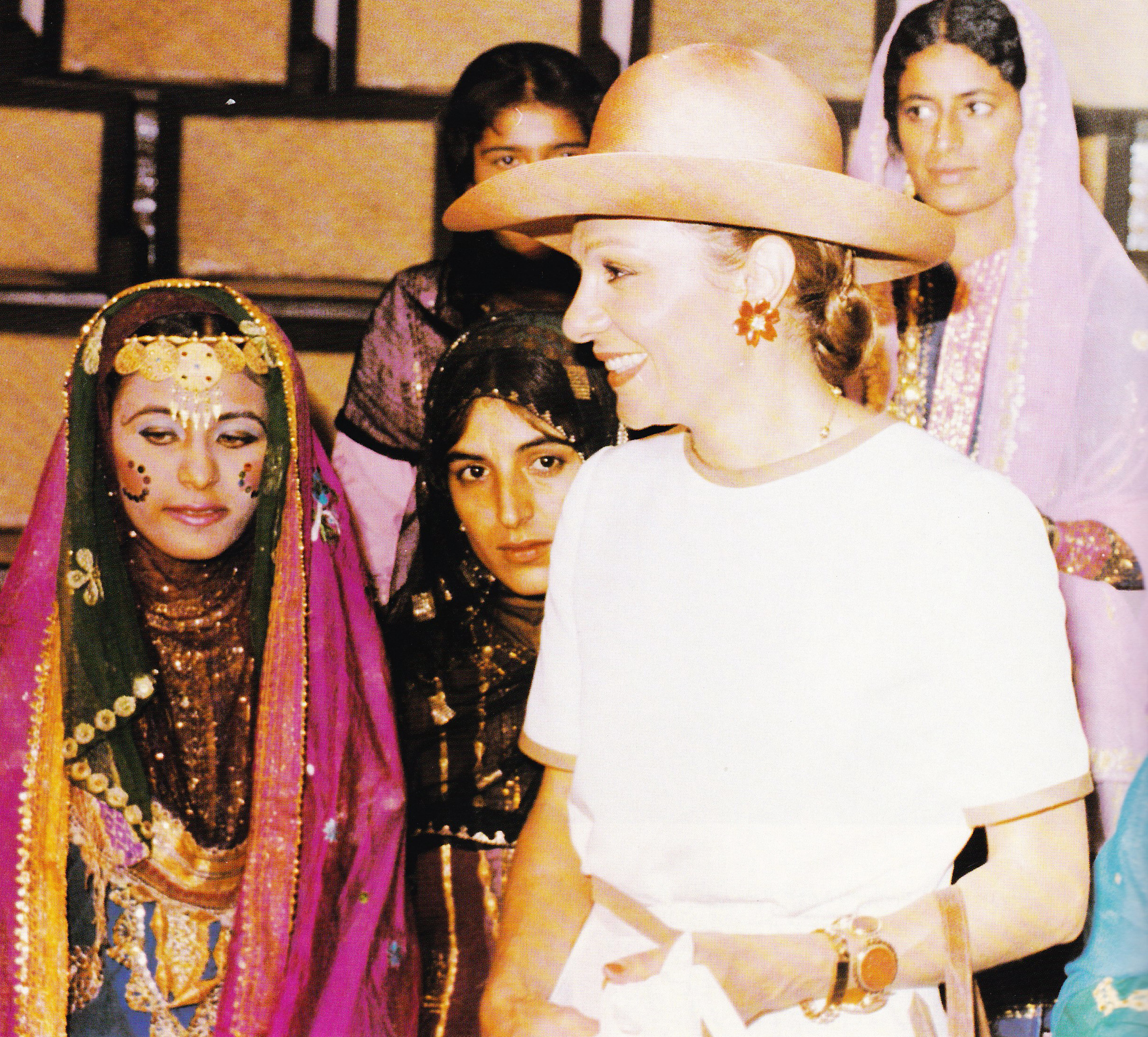
Фарах Пехлеви посещает Бендер-Аббас.
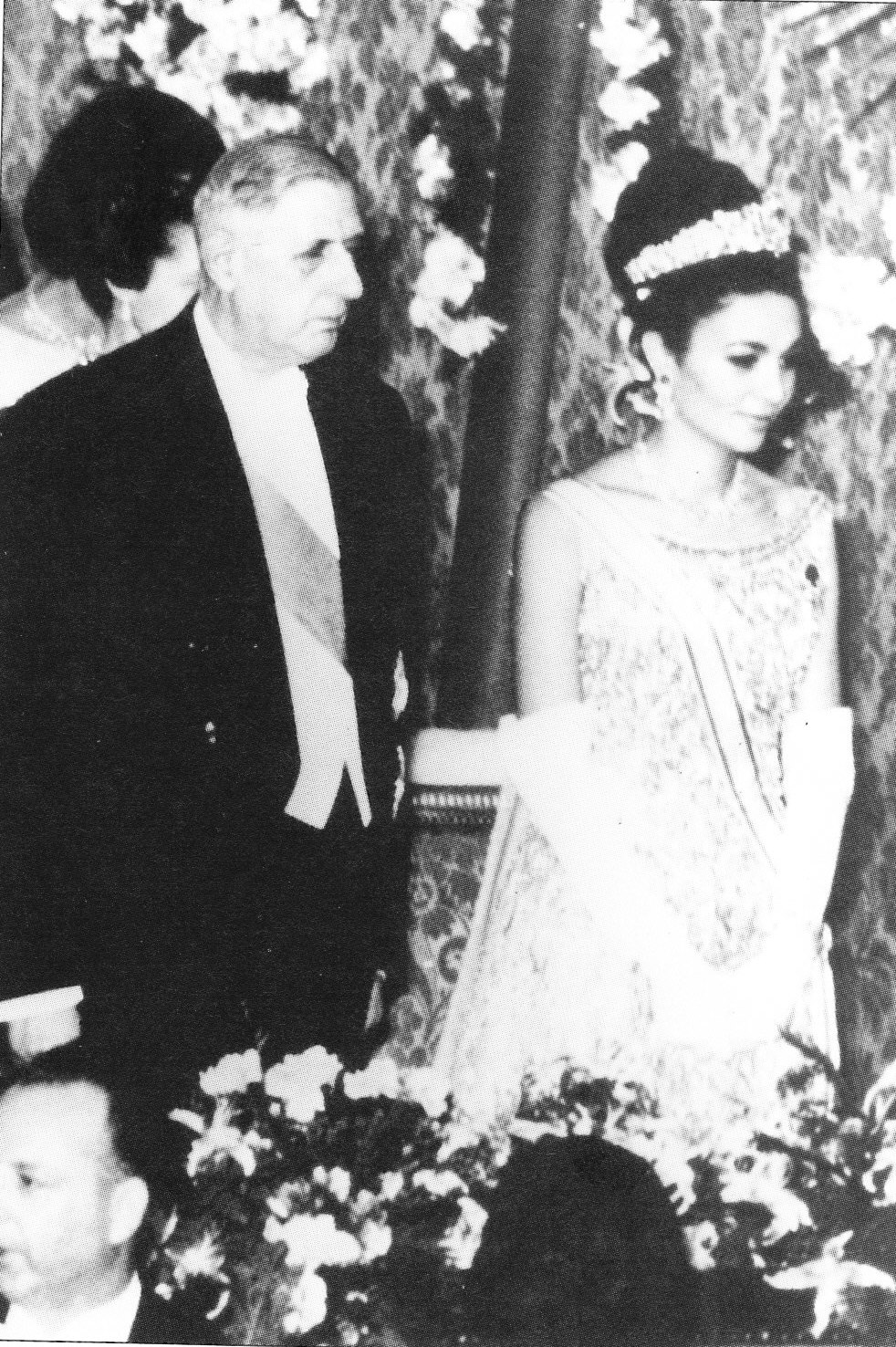
Фарах Пехлеви и  Шарль де Голль
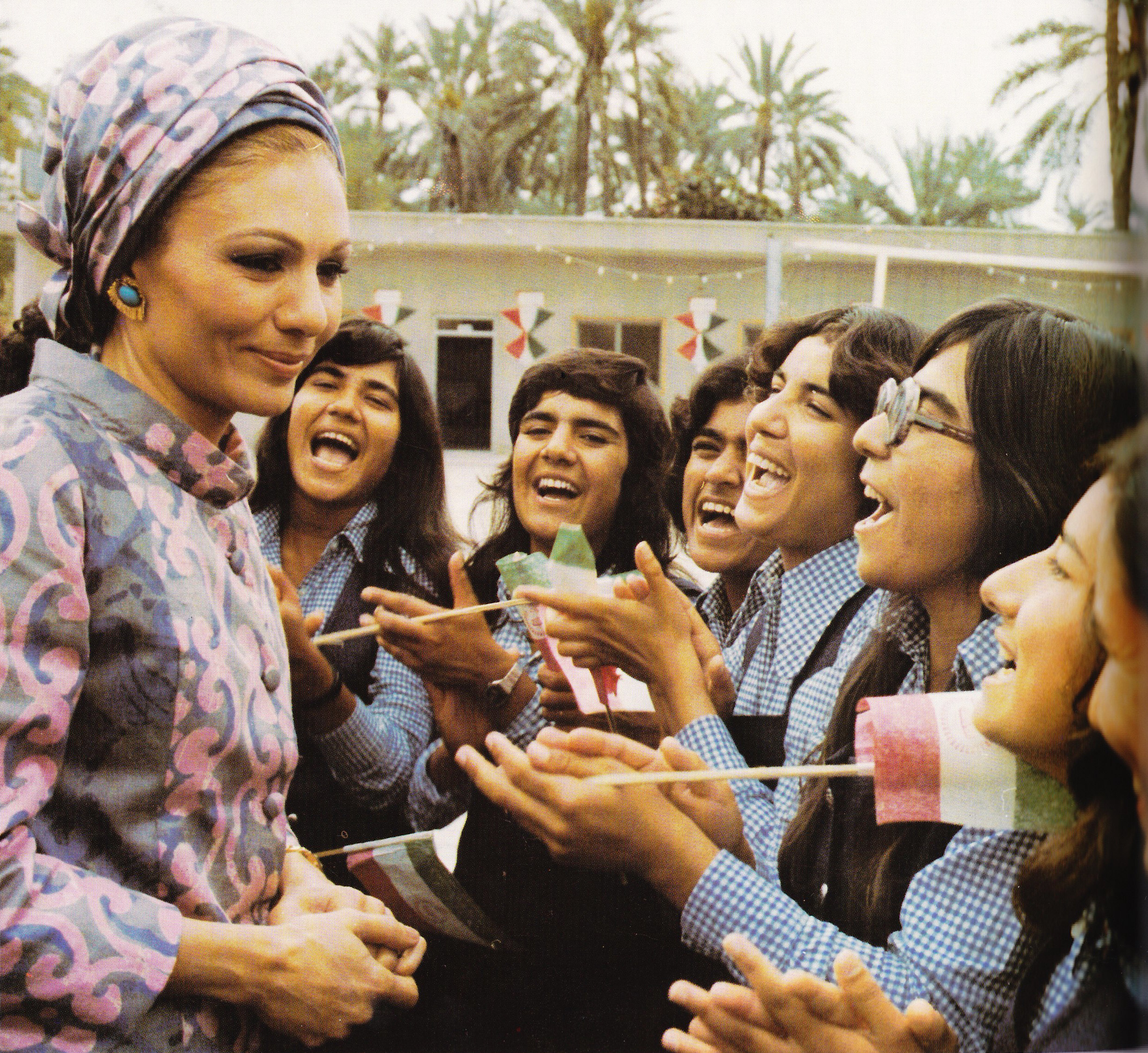
Фарах Пехлеви и школьницы.
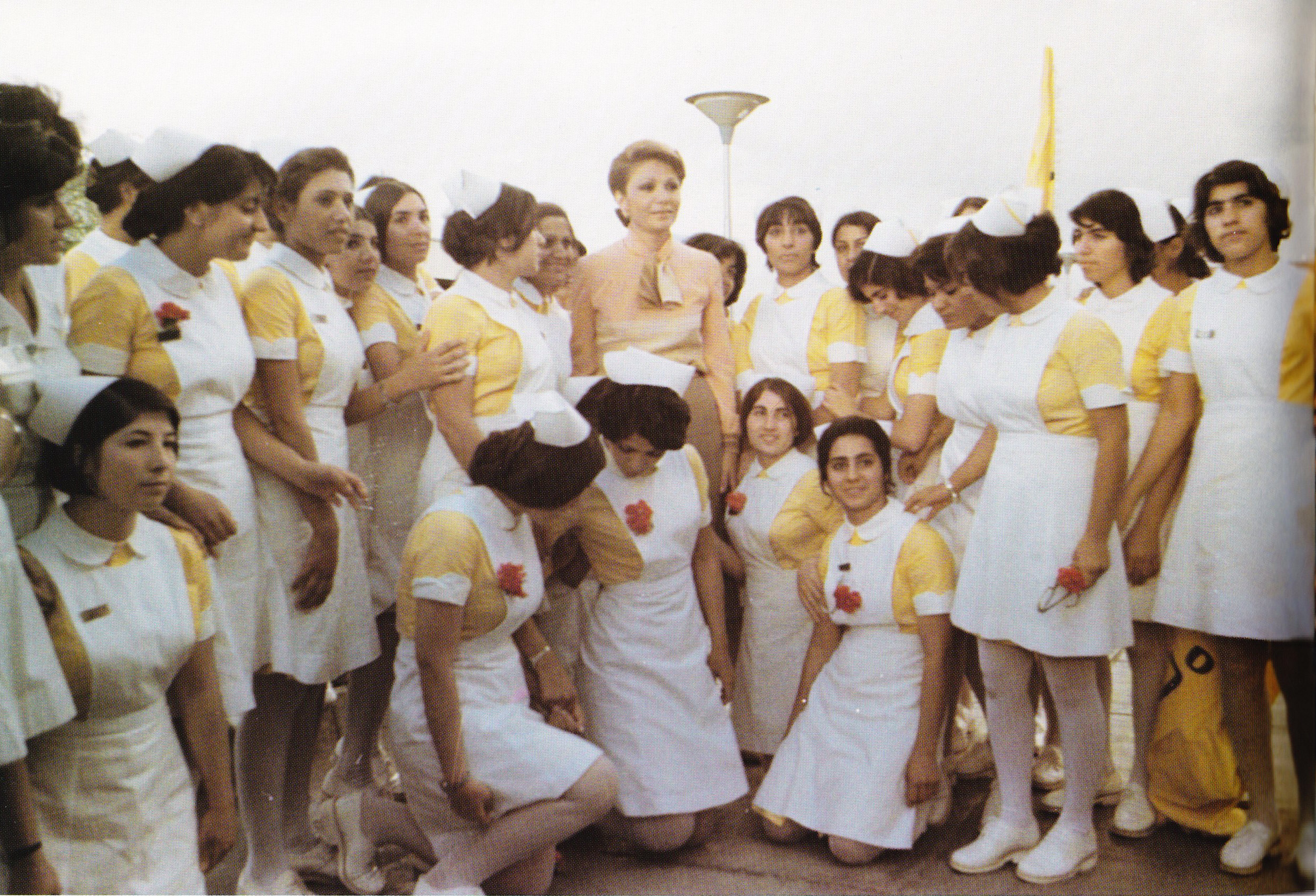
Фарах Пехлеви среди медсестер в Керманшахе.
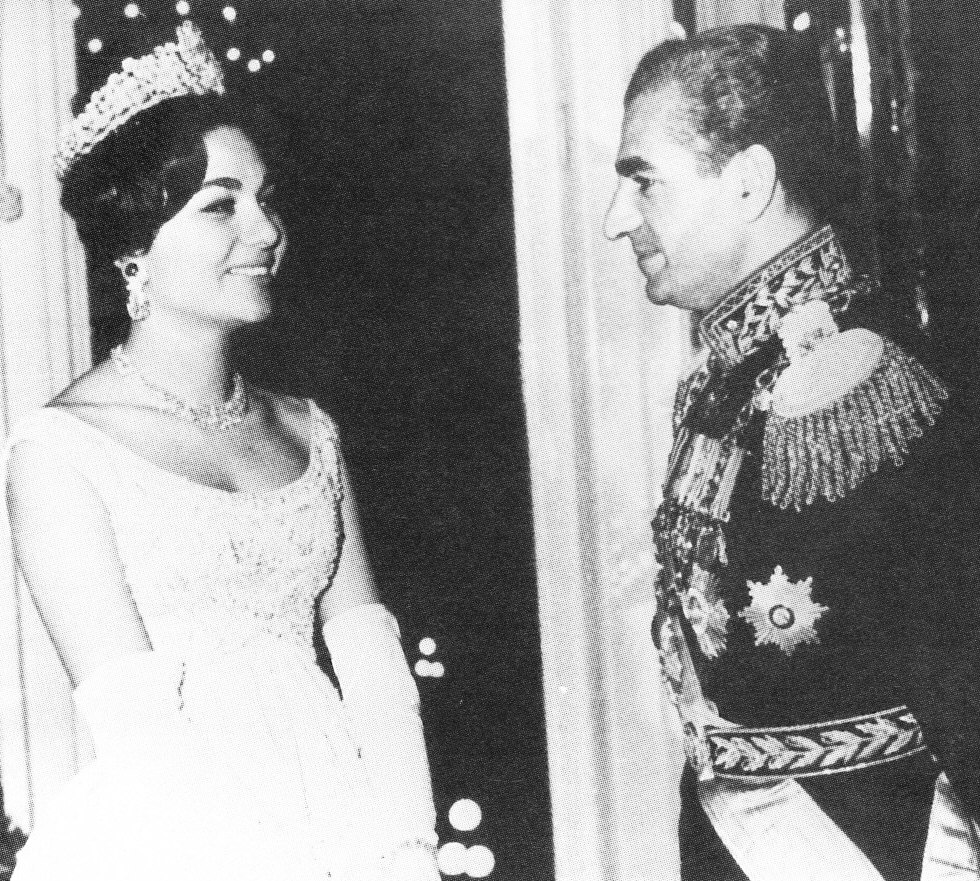
Фарах Пехлеви и Мохаммед Реза Пехлеви на их свадьбе
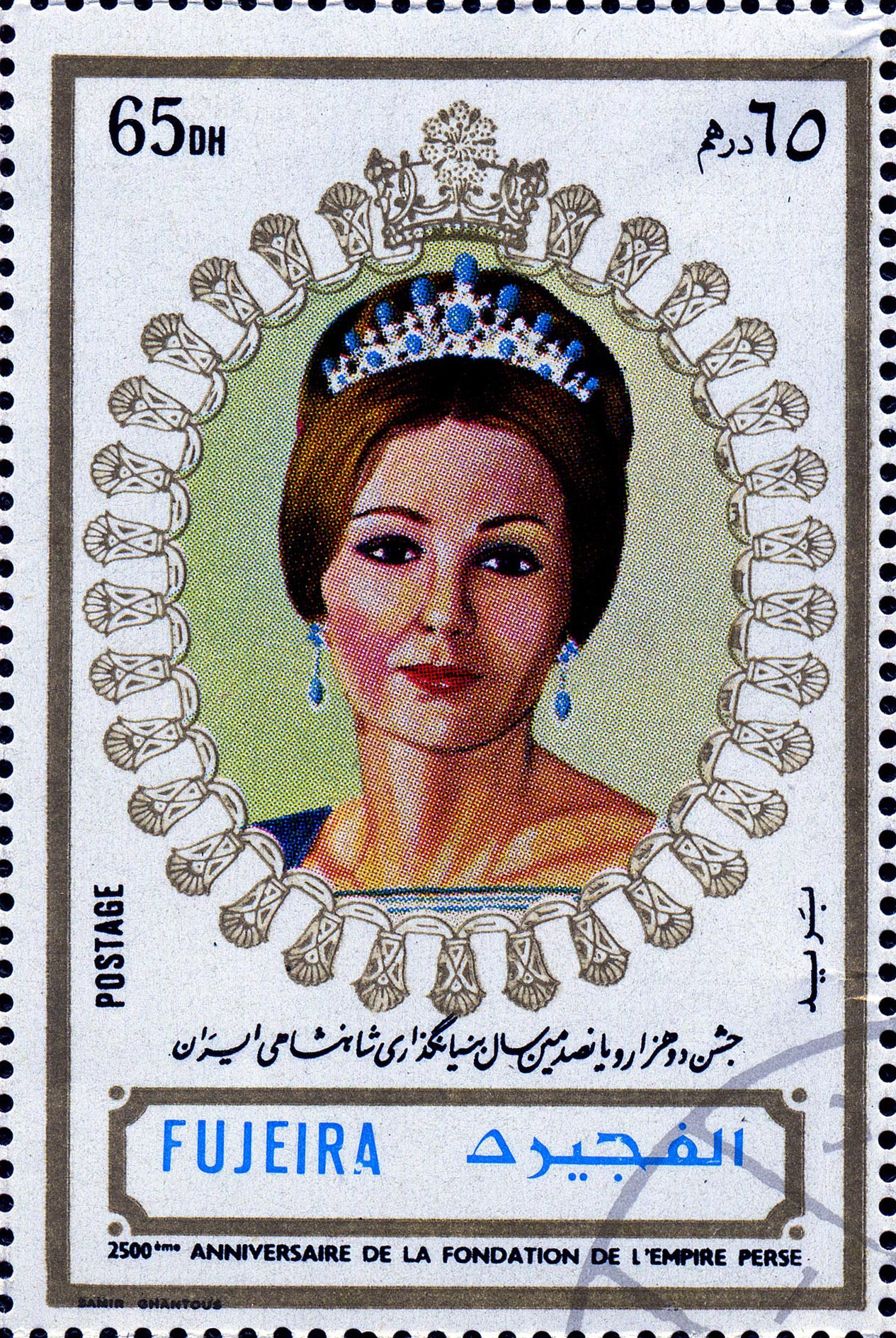
Марка ОАЭ, 1972 г.